# Sněhurka a lovec
Sněhurka a lovec (v anglickém originále Snow White and the Huntsman) je britsko-americký fantasy film z roku 2012 na motivy pohádky o Sněhurce. Film režíroval Rupert Sanders. 

## Obsazení
| Kristen Stewart   | Sněhurka         |
| Raffey Cassidy    | mladá Sněhurka   |
| Charlize Theron   | Ravenna          |
| Izzy Meikle-Small | mladá Ravenna    |
| Chris Hemsworth   | lovec Eric       |
| Sam Claflin       | William          |
| Xavier Atkins     | mladý William    |
| Sam Spruell       | Finn             |
| Elliot Reeve      | mladý Finn       |
| Vincent Regan     | vévoda Hammond   |
| Lily Cole         | Greta            |
| Noah Huntley      | král Magnus      |
| Liberty Ross      | Eleanor          |
| Rachael Stirling  | Anna             |
| Hattie Gotobed    | Lily             |
| Matt Berry        | Percy            |
| Anastasia Hille   | Raveninna matka  |
| Chris Obi         | kouzelné zrcadlo |

### Trpaslíci
| Ian McShane   | Beith |
| Bob Hoskins   | Muir  |
| Ray Winstone  | Gort  |
| Nick Frost    | Nion  |
| Toby Jones    | Coll  |
| Eddie Marsan  | Duir  |
| Johnny Harris | Quert |
| Brian Gleeson | Gus   |